# DAF F500-F1500

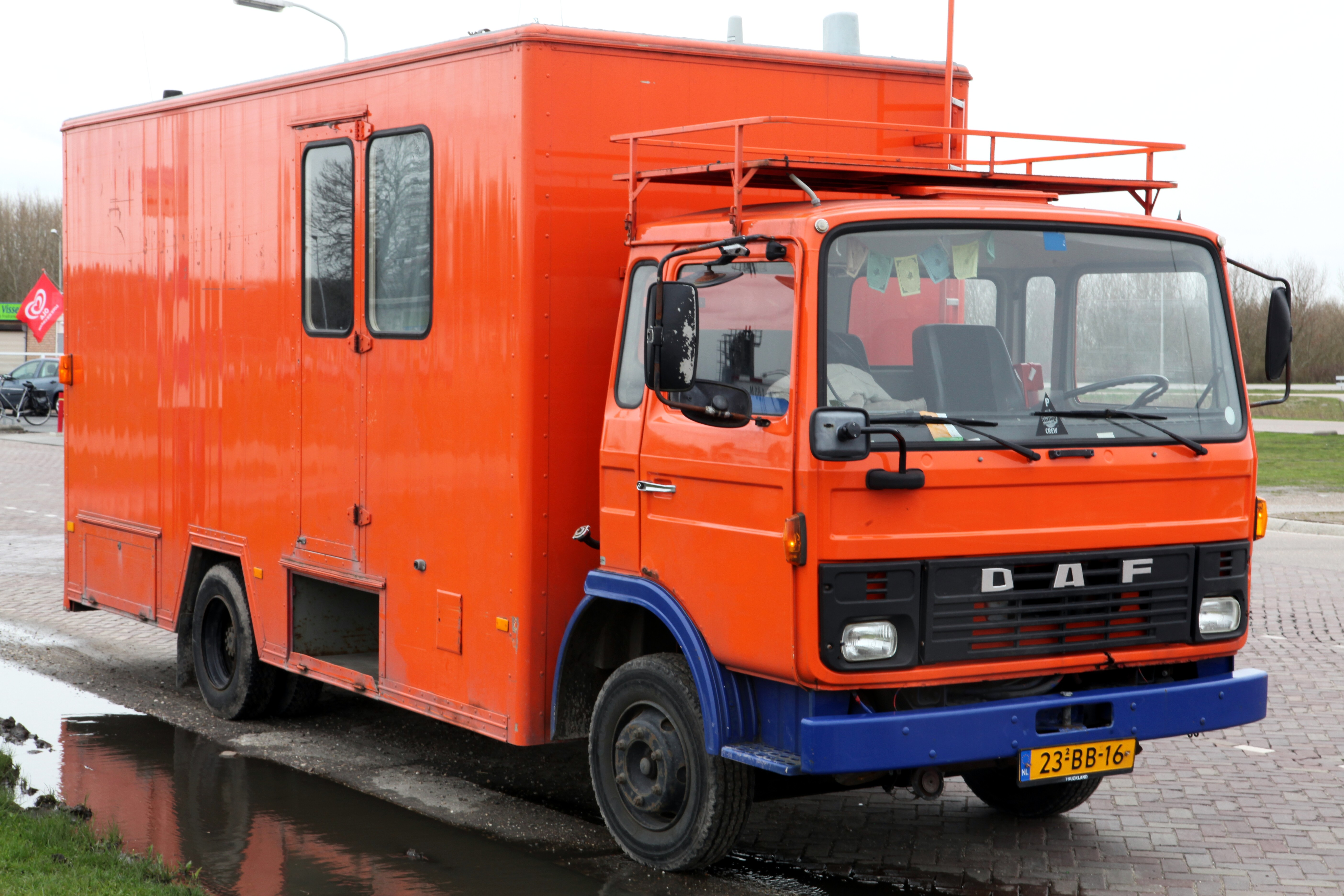
DAF F900

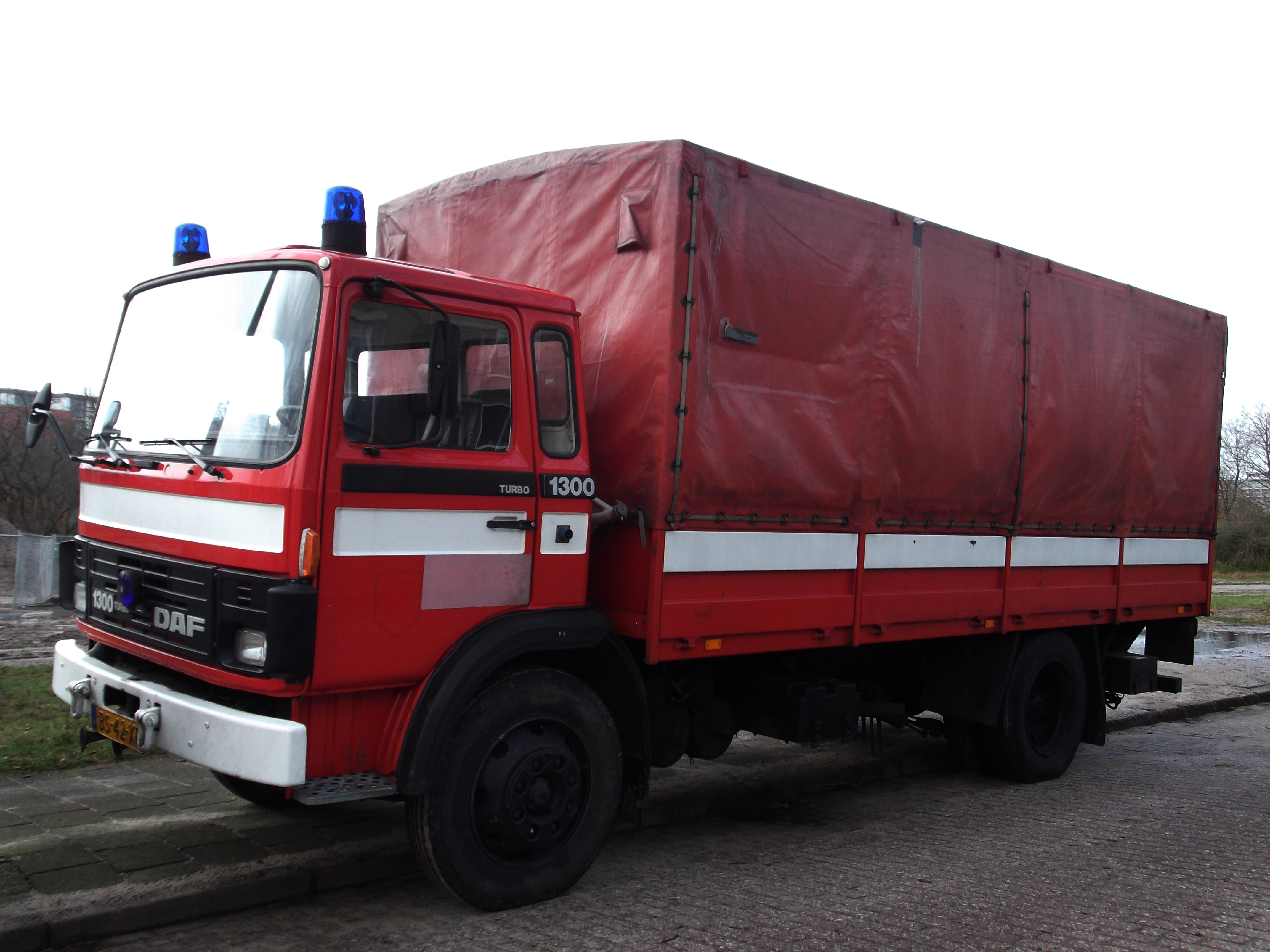
DAF F1300

DAF F500-F1500 — семейство среднетоннажных грузовых автомобилей полной массой от 5 до 15 тонн, выпускавшихся нидерландской компанией DAF Trucks в период с 1975 по 1987 год. Они используются для внутригородских, региональных и магистральных перевозок небольших партий грузов.

## История
Обострение экологических проблем привело DAF в 1971 году в так называемый «Клуб четырёх», куда входили также фирмы Magirus-Deutz, SAVIEM и Volvo Trucks. Четыре производителя объединились для изготовления общей кабины и элементов шасси.
- В 1975 году дебютировали модели DAF F700 (дизельный двигатель DE 385 объёмом 3,86 л, мощностью 79 л. с.) и DAF F900 (двигатели 3,86 л — 79 л. с., 5,75 л — 105 л. с., 6,15 л — 116/151 л. с.) полной массой от 7 до 9 тонн.
- В 1977 году дебютировала более лёгкая модель DAF F500 (двигатель DE 385 объёмом 3,86 л, мощностью 79 л. с.).
- В 1978 году дебютировали тяжёлые DAF F1100 (двигатели 5,75 л — 105 л. с., 6,15 л — 116/151 л. с., 6,24 — 158 л. с.), DAF F1300 (двигатели 6,15 л — 116/151 л. с., 6,24 — 158/180 л. с.) и DAF F1500 (двигатель 6,15 л — 116/151 л. с.).
- В 1979 году модели DAF F500 и DAF F700 сняли с производства.
- В 1986 году представили новую серию среднетоннажников 600/800/1000 с кабиной Leyland T45, пришедшую на смену серии F500-F1500.
- В 1988 году сняли с производства DAF F900, в 1990 году прекратили производство DAF F1100, в 1991 году — DAF F1500, а в 1992 году — DAF F1300.